# مرزبان

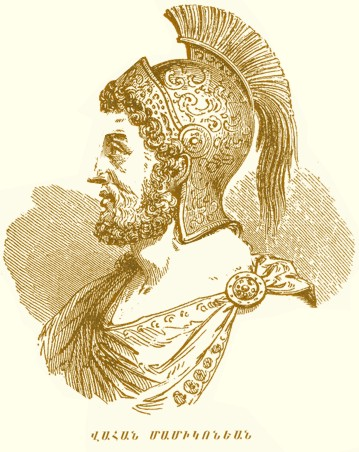
تصویر واهان مامیکونیان، مرزبان ارمنستان در زمان ساسانی

مرزبان دسته‌ای از فرماندهان نظامی بودند که در دوران ساسانی (قرن سوم تا قرن هفتم میلادی) به فرماندهی استان‌های مرزی می‌رسیدند.

## پیشینه
مرزبان‌ها فرماندهانی بودند که حکمرانی استان‌های مرزی و وظیفه تأمین امنیت راه‌های تجاری را بر عهده داشتند. مقابله با قبایل مهاجم همچون اعراب بدوی، هپتالیان و ترکان اغوز از وظایف آن‌ها بود. همچنین مرزبانان در خط نخست دفاعی برابر مهاجمینی چون رومی‌ها و کوشانیان قرار داشتند.
شاهنشاهان ساسانی مرزبانان را از میان بزرگان (وزرگان) برمی‌گزیدند. بزرگان خانواده‌های اشراف ایرانی بودند که قدرت زیادی در شاهنشاهی داشتند.
مقام مرزبان مانند بسیاری از مقام‌های اجرایی دیگر عموماً بر پایه وراثت بود و از نسل‌های قبل به نسل‌های بعد می‌رسید. مرزبانان ارشدترین مقاماتی بودند که اجازه داشتند برای خود اورنگ (تخت سلطنت) نقره بسازند. مرزبان‌های مهم‌ترین استان‌های استراتژیک (مانند ارمنستان ساسانی) حتی اجازه داشتند تا بر تخت طلا بنشینند. از دیدگاه نظامی یک مرزبان رتبه‌ای در حد یک فیلد مارشال غربی داشت؛ در حالی که یک سپهبد با درجه پایین‌تر یک سپاه از ارتش را فرماندهی می‌کرد.
مشخص نیست که آیا مرزبانان مسئولیت فرماندهی دژها را هم در قلمرو خود بر عهده داشتند یا خیر. از بسیاری جهات مرزبانان به مارگرافهای قرون وسطی شباهت دارند. مرزبان ابرشهر در آسیای مرکزی کنارنگ نامیده می‌شد.